# 舒明勇
舒明勇（1978年—），贵州紫云人，布依族，中华人民共和国政治人物、第十二届全国人民代表大会贵州地区代表。
2013年，担任全国人大代表。